# Shingo Morita
Shingo Morita (født 9. december 1978) er en tidligere japansk fodboldspiller.
Han har spillet for flere forskellige klubber i sin karriere, herunder Yokohama FC, Mito HollyHock og Ventforet Kofu.